# Atethmia unicolor
Atethmia unicolor là một loài bướm đêm trong họ Noctuidae.